# Perucka
Perucka (Pelikánka, Petruska) je bývalá usedlost v Praze 2-Vinohradech v ulici Perucká, která stojí v zahradě severně od usedlosti Vondračka. Jsou po ní pojmenovány ulice Perucká a Nad Petruskou.

## Historie
Původně se usedlost s vinicí nazývala Pelikánka. Před rokem 1800 ji držela Eliška Poláková, která ji prodala Josefu Wimmerovi, rytmistrovi kavalerie Lobkovicova pluku a synovi Jakuba Wimmera (1754-1822).
Usedlost přestavěl roku 1865 stavitel František Šlechta na novou klasicistní vilu, kterou poté v 80. letech 19. století vlastnil JUDr. Karel Hausschild, majitel nedaleké Kleovky. Koncem 19. století pak majetek patřil bratřím Perutzovým, továrníkům v Libni. Z té doby pochází i nynější název usedlosti – Perucka.
Roku 1926 byla vila podle přestavěna v romantizujícím duchu pro továrníka Dietzeho, získala tak podobu jednopatrové budovy s obytnou věží s tudorovskými prvky; autorem návrhu byl Josef Rein. Další přestavby následovaly v letech 1938 (dostavba 2. patra v romantizujícím duchu), 1969 (přestavba pro dílny základní školy) a 1972 (pro správu Nejvyššího soudu ČSSR).
Vila uprostřed rozsáhlé zahrady je neobydlená.